# Kubeł

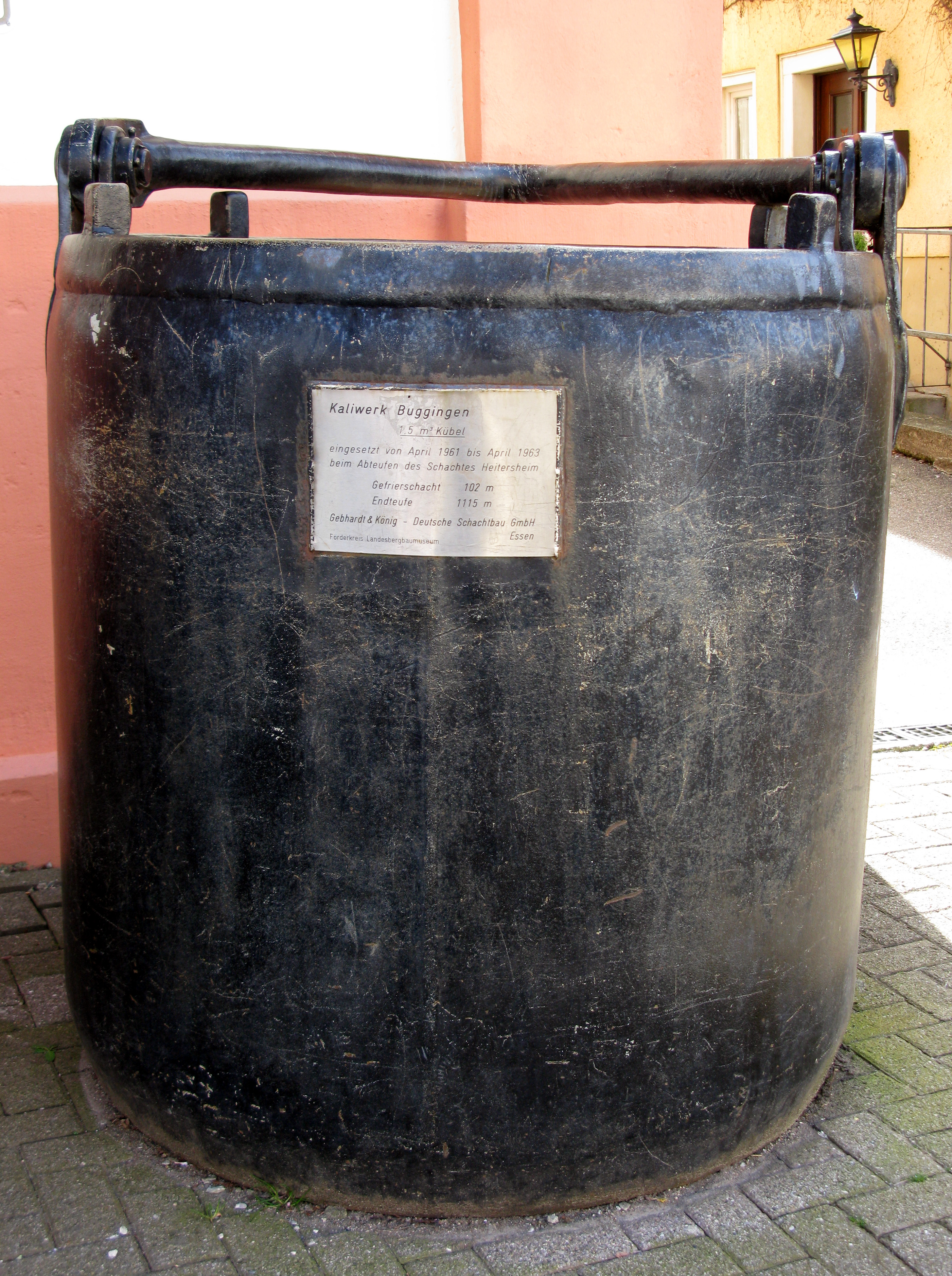
Kubeł firmy Gebhardt & König o pojemności 1,5 m^{3}, użyty przy głębieniu szybu Heitersheim (w latach 1961-1963) w kopalni soli Buggingen, Niemcy. Obecnie w Muzeum Górniczym w Sulzburgu.

Kubeł (z niem. Kübel) – potoczna nazwa urządzenia szybowego służącego do głebienia szybów. Kubeł pełni potrójną funkcję: służy do transportu ludzi i materiałów na dno szybu oraz do transportowania z dna odstrzelonej masy skalnej.